# Lilo i Stich
Lilo i Stich (tytuł oryginalny Lilo and Stitch) – amerykański film animowany z 2002 roku, wyprodukowany przez Walt Disney Feature Animation. Fabuła koncentruje się na losach Lilo Pelekai, samotnej dziewczynki z Hawajów, oraz Sticha, zbiegłego z eksperymentu kosmicznego, który trafia na Ziemię.

## Fabuła
Stitch, znany jako Eksperyment 626, został stworzony przez szalonego naukowca Jumbę Jookibę jako istota o destrukcyjnych skłonnościach. Po ucieczce z niewoli kosmicznej ląduje na Hawajach, gdzie spotyka Lilo. Dziewczynka, pragnąc towarzystwa, przygarnia go jako psa, nadając mu imię Stich.
Lilo mieszka z siostrą Nani, która po śmierci rodziców stara się zapewnić jej opiekę. Relacje między siostrami są napięte, zwłaszcza że Nani ma trudności z utrzymaniem pracy, a pracownik socjalny Cobra Bubbles ocenia ich sytuację. Pojawienie się Sticha wprowadza dodatkowy chaos, ale także staje się katalizatorem zbliżenia się rodziny.
W międzyczasie kosmiczne władze wysyłają Jumbę oraz agenta Plikleya na Ziemię, by pojmali Sticha. Ich nieudolne próby schwytania go prowadzą do serii komicznych i niebezpiecznych sytuacji, które zagrażają bezpieczeństwu Lilo i Nani.
Ostatecznie Stitch, początkowo zaprogramowany do destrukcji, uczy się wartości rodziny i przyjaźni dzięki Lilo. Razem stawiają czoła przeciwnościom, udowadniając, że więzi rodzinne są silniejsze niż jakiekolwiek zagrożenia zewnętrzne.

## Postacie
- Lilo Pelekai: Sześcioletnia dziewczynka mieszkająca na wyspie Kauaʻi na Hawajach. Po śmierci rodziców jest wychowywana przez starszą siostrę, Nani. Lilo jest niezależna, kreatywna i ma silne poczucie empatii, co prowadzi ją do przygarnięcia Sticha, którego początkowo uważa za psa.
- Stich (Eksperyment 626): Niebieski, genetycznie zmodyfikowany kosmita stworzony przez doktora Jumbę Jookibę w celu siania chaosu we wszechświecie. Po ucieczce z niewoli trafia na Ziemię, gdzie spotyka Lilo. Dzięki jej miłości i przyjaźni Stich uczy się, czym jest rodzina i odpowiedzialność.
- Nani Pelekai: Starsza siostra Lilo, która po śmierci rodziców przejęła opiekę nad nią. Nani stara się pogodzić obowiązki związane z wychowywaniem Lilo z pracą zawodową, co często prowadzi do napięć i wyzwań.
- Doktor Jumba Jookiba: Szalony naukowiec z planety Kweltikwan, twórca Sticha (Eksperymentu 626). Początkowo wrogo nastawiony, z czasem zamieszkuje u Lilo i Nani.
- Agent Wendy Plikley: Jednooki kosmita pracujący dla Galaktycznej Federacji jako ekspert od Ziemi. Zostaje przydzielony do pomocy Jumbie w schwytaniu Sticha, ale ostatecznie również staje się częścią rodziny Lilo.
- Kapitan Gantu: Olbrzymi kosmiczny oficer, który początkowo ma za zadanie schwytać Sticha.
- Cobra Bubbles: Były agent CIA, obecnie pracownik socjalny przydzielony do sprawy Lilo i Nani. Mimo groźnego wyglądu i surowości zależy mu na dobru sióstr Pelekai.

## Obsada (głosy)
- Lilo – Daveigh Chase
- Stich – Chris Sanders
- Jumba – David Ogden Stiers
- Plikley – Kevin McDonald
- Kapitan Gantu – Kevin Michael Richardson

## Inne filmy z serii
Powodzenie Lilo i Sticha zaowocowało narodzinami franczyzy, która obejmuje kilka filmów i seriali animowanych, które rozwijają historię głównych bohaterów. Oprócz Lilo i Sticha powstały następujące produkcje:
- Stich: Misja (2003): Bezpośrednia kontynuacja pierwszego filmu. Stich i Lilo odkrywają istnienie innych eksperymentów stworzonych przez Jumbę, co prowadzi do rozpoczęcia poszukiwań i oswajania tych istot.
- Lilo i Stich (serial animowany, 2003–2006): Serial kontynuuje wątki z filmu Stich: Misja, skupiając się na przygodach Lilo i Sticha w poszukiwaniu i integracji pozostałych eksperymentów Jumpy.
- Lilo i Stich 2: Mały feler Sticha (2005): Akcja filmu osadzona jest przed wydarzeniami z filmu Stich: Misja. Stich zaczyna doświadczać problemów z powodu nieukończonego procesu jego tworzenia, co zagraża jego istnieniu.
- Leroy i Stitch (2006): Finałowy film serii, w którym Lilo, Stitch i ich przyjaciele muszą stawić czoła nowemu zagrożeniu w postaci Leroya, kolejnego eksperymentu stworzonego przez doktora Hämsterviela.
- Stich! (2008–2011): Japoński spin-off serii, przedstawiający nowe przygody Stitcha po jego przypadkowym przybyciu na wyspę Izayoi w Japonii, gdzie stwór zaprzyjaźnia się z dziewczynką imieniem Yuna.